# 九龍區專線小巴77M線
九龍區專線小巴77M線是香港一條往來九龍站至尖東站的專線小巴路線，由國松汽車公司承辦，主要方便港鐵九龍站上蓋物業的居民往來尖沙咀區。

## 簡介及歷史
九龍站往來尖沙咀的公共交通服務，早於1998年7月6日因赤鱲角香港國際機場啟用及配合地鐵（現稱港鐵）機場快線通車而提供，當時九巴開辦M1路線，由九龍站開出，取道佐敦道、加士居道、北海街、彌敦道、梳士巴利道往尖沙咀東，然後經漆咸道南、加士居道及佐敦道返回九龍地鐵站，但因受機場快綫免費接駁巴士的競爭，以致客量偏低，於同年10月11日起停止服務，令往來九龍站至尖沙咀的乘客被逼乘搭昂貴的215X线，或乘搭路線迂迴，需途經何文田、愛民邨及紅磡的8號線。
及至九龍站上蓋物業（擎天半島、漾日居）開始入伙，運輸署認為該處居民往來尖沙咀區有交通需求，因此公開招標本路線，並由國松汽車有限公司投得，於2003年8月28日起投入服務。

### 年表
- 2003年2月21日：運輸署公開招標8組共13條專線小巴新路線，本線及78線編為同一組。[2]
- 2003年8月28日：投入服務，初時往來九龍站至尖沙咀東（麼地道九龍香格里拉大酒店對出）。
- 2004年10月24日：配合尖東站啟用，提供與九廣東鐵的轉乘優惠。[3]
- 2005年4月1日：增設與地鐵的八達通轉乘優惠，適用於在九龍站或尖沙咀站出入閘之乘客。同年10月1日：配合西九龍海濱長廊啟用，往九龍站方向繞經柯士甸道西。
- 2005年12月23日：尖沙咀東總站遷往尖東站公共運輸交匯處。
- 2006年12月22日：尖東站總站遷往尖沙咀東麼地道（海景嘉福酒店對出），往尖沙咀東方向改經金馬倫道、加拿芬道、加連威老道、科學館道及麼地道。
- 2007年7月：總站遷回尖東鐵路站。
- 2009年8月16日：配合港鐵九龍南綫通車，往九龍站方向改經匯翔道、匯民道（柯士甸站D出口）後返回柯士甸道西原有路線。[4]
- 2010年9月5日：停止與港鐵的所有轉乘優惠。
- 2011年1月2日：配合廣深港高速鐵路（香港段）西九龍總站的交通管理措施，本線往尖東站方向改經匯民道，不經連翔道。
- 2011年5月29日：調整長者優惠收費，劃一為成人收費減$1.2。[5]
- 2012年1月29日：調整全程及分段票價。[6]
- 2012年11月25日：不再途經中間道及尖東站公共運輸交匯處，改經梳士巴利道東行（Victoria Dockside，前新世界中心對面）後，調頭往梳士巴利道西行原線。[7]
- 2018年9月23日：配合廣深港高速鐵路香港段通車，來回方向增設繞經匯民道高鐵西九龍站上落客區的特別班次。

## 服務時間及班次
常規班次
每日九龍站開：06:30-23:15，10-12分鐘一班
繞經西九龍站的特別班次
每日九龍站開：09:00-21:00，30分鐘一班

## 收費
- 全程收費：$6.7
  - 九龍站往來港景峰／中港城：$4.9
  - 尖東站往來港景峰／中港城：$4.9

## 用車
根據運輸署《服務詳情表》，此路線共需使用4輛小巴提供服務。最繁忙一小時每方向合共載客量不少於80人。

## 行車路線
- 途經：九龍站內環迴路、雅翔道、柯士甸道西、匯民道、匯翔道、廣東道、梳士巴利道（在近尖東站外調頭折返）、[尖沙咀天星碼頭、梳士巴利道]、九龍公園徑、廣東道、[匯翔道、匯民道、匯翔道、廣東道]、柯士甸道西、雅翔道及九龍站內環迴路

桃紅色路段表示僅於星期六、日及公眾假期才會駛經；而藍色路段只適用於繞經高鐵西九龍站的特別班次。(*高鐵西九龍站現在是關閉的）
| 九龍站開 | 九龍站開         | 九龍站開             |
| 序號     | 車站名稱         | 位置                 |
| -------- | ---------------- | -------------------- |
| 1        | 九龍站小巴總站   | 九龍站公共運輸交匯處 |
| 2        | 匯翔道           | 廣東道               |
| 3        | 柯士甸道         | 廣東道               |
| 4        | 新港中心         | 廣東道               |
| 5        | 廣東道           | 廣東道               |
| 6        | 北京道           | 廣東道               |
| 7        | 尖東站           | 梳士巴利道           |
| A        | 尖沙咀天星碼頭   | 尖沙咀天星碼頭       |
| 8        | 九龍公園徑       | 九龍公園徑           |
| 9        | 中港城           | 廣東道               |
| B        | 西九龍站上落客區 | 西九龍站上落客區     |
| 10       | 柯士甸道西       | 柯士甸道西           |
| 11       | 九龍站小巴總站   | 九龍站公共運輸交匯處 |

粉藍色底的車站（序號為A者）僅於星期六、日及公眾假期才會停靠；而粉紅色底的車站（序號為B者）則只適用於繞經高鐵西九龍站的特別班次。